# Pelastoneurus tibialis
Pelastoneurus tibialis är en tvåvingeart som beskrevs av Van Duzee 1923. Pelastoneurus tibialis ingår i släktet Pelastoneurus och familjen styltflugor.
Artens utbredningsområde är New Mexico. Inga underarter finns listade i Catalogue of Life.